# Pygommatius strigiatus
Pygommatius strigiatus är en tvåvingeart som först beskrevs av Scarbrough och Marascia 2003.  Pygommatius strigiatus ingår i släktet Pygommatius och familjen rovflugor. Inga underarter finns listade i Catalogue of Life.